# جون برادلي (رسام)
جون برادلي (بالإنجليزية: John Bradley)‏ هو رسام وفنان أمريكي، ولد في القرن التاسع عشر في بريطانيا العظمى في المملكة المتحدة، وتوفي في 1874.